# Kore-eda Hirokazu
Kore-eda Hirokazu (tiếng Nhật: 是枝 裕和, sinh ngày 6 tháng 6 năm 1962) là một nam nhà làm phim người Nhật Bản. Ông khởi đầu sự nghiệp từ truyền hình và đã từng đạo diễn nhiều phim điện ảnh như Nobody Knows (2004), Still Walking (2008) và After the Storm (2016). Ông đã giành Giải của Ban Giám khảo tại Liên hoan phim Cannes 2013 cho bộ phim Like Father, Like Son và thắng Cành cọ vàng tại Liên hoan phim Cannes 2018 với Shoplifters.

## Sự nghiệp
Trước khi trở thành đạo diễn, Kore-eda đã từng làm trợ lý đạo diễn cho một phim tài liệu truyền hình. Ông đạo diễn bộ phim tài liệu đầu tiên của mình, Lessons from a Calf vào năm 1991. Từ đó, ông tiếp tục đạo diễn thêm một vài bộ phim tài liệu khác.
Năm 1995, tại Liên hoan phim Venice, bộ phim truyện điện ảnh đầu tiên của ông Maborosi đã giành giải Osella vàng cho quay phim. Tại Liên hoan phim độc lập quốc tế Buenos Aires năm 1999, ông đã giành giải phim và kịch bản hay nhất với After Life.
Năm 2005, ông giành giải phim và đạo diễn hay nhất tại Blue Ribbon Awards với Nobody Knows. Bộ phim Still Walking (2008) của ông cũng giành được nhiều giải thưởng, trong đó có giải dành cho đạo diễn tại Giải thưởng Điện ảnh Châu Á 2009.
Phim Like Father, Like Son (2013) công chiếu và được đề cử cho giải Cành cọ vàng tại Liên hoan phim Cannes 2013. Tuy không chiến thắng nhưng nó vẫn giành được Giải của Ban Giám khảo và nhận được sự tán dương của Ban Giám khảo Giáo hội. Vào tháng 10 năm 2013, bộ phim thắng giải do khán giả bình chọn tại Liên hoan phim quốc tế Vancouver 2013.
Phim Our Little Sister (2015) được đề cử Cành cọ vàng tại Liên hoan phim Cannes 2015 nhưng không giành chiến thắng. After the Storm (2016) ra mắt với sự hoan nghênh của giới phê bình tại hạng mục Góc nhìn đặc biệt của Liên hoan phim Cannes 2016. Ông tiếp tục nhận được giải dành cho đạo diễn tại Liên hoan phim Yokohama với After the Storm. Kore-eda thắng giải dành cho phim và đạo diễn tại Giải Viện hàn lâm Nhật Bản với The Third Murder (2017). Bộ phim cũng được trình chiếu và tranh giải tại Liên hoan phim quốc tế Venice lần thứ 74.
Năm 2018, ông giành Giải Donostia cho những thành tựu của mình tại Liên hoan phim quốc tế San Sebastián.
Năm 2020, truyền thông công bố ông sẽ làm đạo diễn cho bộ phim Baby, Box, Broker. Phim đặt bối cảnh tại Hàn Quốc, với phần lớn diễn viên và thành phần đoàn là người Hàn Quốc.

## Phong cách nghệ thuật
Theo Viện lưu trữ phim Harvard, các tác phẩm của Kore-eda "phản ánh phong cách chiêm nghiệm và nhịp độ giống với Hầu Hiếu Hiền và Thái Minh Lượng."
Kore-eda được so sánh nhiều nhất với Yasujirō Ozu, mặc dù ông từng nói mình chịu nhiều ảnh hưởng từ Ken Loach và đạo diễn người Nhật Mikio Naruse.
Trong một cuộc phỏng vấn năm 2009, Kore-eda đã tiết lộ rằng Still Walking được làm dựa trên câu chuyện của chính gia đình ông.

## Giải thưởng
- 1995: Liên hoan phim quốc tế Vancouver – Giải Dragons and Tigers (Maborosi)
- 1998: Liên hoan phim San Sebastián – Giải FIPRESCI (After Life)
- 1998: Liên hoan phim ba châu lục – Khinh khí cầu vàng (After Life)
- 1999: Liên hoan phim độc lập quốc tế Buenos Aires – Phim hay nhất và Kịch bản hay nhất (After Life)
- 2004: Liên hoan phim quốc tế Flanders – Giải thưởng lớn (Nobody Knows)
- 2005: Giải thưởng Ruy-băng Xanh – Phim hay nhất và Đạo diễn hay nhất (Nobody Knows)
- 2008: Liên hoan phim quốc tế Mar del Plata – Phim hay nhất (Still Walking)
- 2009: Giải thưởng Điện ảnh Châu Á – Đạo diễn hay nhất (Still Walking)
- 2009: Giải thưởng Ruy-băng Xanh – Đạo diễn hay nhất (Still Walking)
- 2011: Liên hoan phim San Sebastián – Kịch bản hay nhất (I Wish)
- 2012: Liên hoan phim Châu Á - Thái Bình Dương – Đạo diễn hay nhất (I Wish)
- 2013: Liên hoan phim Cannes – Giải của Ban Giám khảo (Like Father, Like Son)
- 2013: Liên hoan phim Châu Á - Thái Bình Dương – Phim hay nhất và Đạo diễn hay nhất (Like Father, Like Son)
- 2013: Liên hoan phim quốc tế São Paulo – Giải khán giả bình chọn cho phim nước ngoài hay nhất (Like Father, Like Son)
- 2013: Liên hoan phim quốc tế Vancouver – Giải khán giả bình chọn cho phim quốc tế hay nhất (Like Father, Like Son)
- 2013: Liên hoan phim Yokohama – Kịch bản hay nhất (Like Father, Like Son)
- 2015: Liên hoan phim San Sebastián – Giải khán giả bình chọn cho phim hay nhất (Our Little Sister)
- 2015: Liên hoan phim Yokohama – Đạo diễn hay nhất (Our Little Sister)
- 2016: Giải Viện Hàn lâm Nhật Bản – Phim hay nhất và Đạo diễn hay nhất (Our Little Sister)
- 2016: Liên hoan phim phương Nam – Phim hay nhất (After the Storm)
- 2018: Giải Viện Hàn lâm Nhật Bản – Phim hay nhất, Đạo diễn hay nhất, Kịch bản hay nhất và Dựng phim hay nhất (The Third Murder)
- 2018: Liên hoan phim Cannes – Cành cọ vàng (Shoplifters)
- 2018: Hiệp hội Phê bình phim Los Angeles – Phim nước ngoài hay nhất (Shoplifters)
- 2018: Liên hoan phim quốc tế San Sebastián – Giải Donostia
- 2018: Giải thưởng Điện ảnh Châu Á - Thái Bình Dương – Phim hay nhất (Shoplifters)
- 2018: Liên hoan phim Denver – Phim hay nhất (Shoplifters)
- 2018: Liên hoan phim quốc tế Munich – Phim quốc tế hay nhất (Shoplifters)
- 2018: Liên hoan phim phương Nam – Giải do khán giả bình chọn (Shoplifters)
- 2018: Liên hoan phim quốc tế Vancouver – Phim truyện quốc tế được yêu thích nhất (Shoplifters)
- 2019: Giải thưởng Điện ảnh Châu Á – Phim hay nhất (Shoplifters)
- 2019: Giải Viện Hàn lâm Nhật Bản – Phim hay nhất, Đạo diễn hay nhất và Kịch bản hay nhất (Shoplifters)
- 2019: Giải César – Phim nước ngoài hay nhất (Shoplifters)
- 2019: Giải Guldbagge – Phim nước ngoài hay nhất (Shoplifters)

## Danh sách phim

### Điện ảnh
| Năm  | Phim                                     | Vai trò  | Vai trò   | Vai trò   | Vai trò  | Ghi chú       |
| Năm  | Phim                                     | Đạo diễn | Biên kịch | Dựng phim | Sản xuất | Ghi chú       |
| ---- | ---------------------------------------- | -------- | --------- | --------- | -------- | ------------- |
| 1991 | Lessons from a Calf                      | Có       |           |           |          | Phim tài liệu |
| 1991 | However...                               | Có       |           |           | Có       | Phim tài liệu |
| 1994 | August without Him                       | Có       |           |           |          | Phim tài liệu |
| 1995 | Maborosi                                 | Có       |           |           |          |               |
| 1998 | After Life                               | Có       | Có        | Có        |          |               |
| 2001 | Distance                                 | Có       | Có        | Có        |          |               |
| 2004 | Nobody Knows                             | Có       | Có        | Có        | Có       |               |
| 2006 | Hana                                     | Có       | Có        | Có        |          |               |
| 2008 | Still Walking                            | Có       | Có        | Có        |          |               |
| 2008 | Daijōbu Dearu Yō ni: Cocco Owaranai Tabi | Có       |           |           |          | Phim tài liệu |
| 2009 | Air Doll                                 | Có       | Có        | Có        | Có       |               |
| 2011 | I Wish                                   | Có       | Có        | Có        |          |               |
| 2012 | The Message from Fukushima (short)       | Có       |           |           |          | Phim tài liệu |
| 2013 | Like Father, Like Son                    | Có       | Có        | Có        |          |               |
| 2015 | Our Little Sister                        | Có       | Có        | Có        |          |               |
| 2016 | After the Storm                          | Có       | Có        | Có        |          |               |
| 2017 | The Third Murder                         | Có       | Có        | Có        |          |               |
| 2018 | Shoplifters                              | Có       | Có        | Có        | Có       |               |
| 2019 | The Truth                                | Có       | Có        | Có        |          | Tiếng Pháp    |
| TBA  | Baby, Box, Broker                        | Có       | Có        |           |          | Tiếng Hàn     |

### Truyền hình
- Nonfix (1991)
- Without Memory (1996)
- Kaidan Horror Classics (2010)
- Going My Home (2012)
- Ishibumi (2015)
- Kasumi Arimura's Filming Break (tập 1, 2020)

## Đời tư
Có thông tin cho rằng Kore-eda đã kết hôn và có con gái đầu lòng vào năm 2007.